# باجيلاند (كارولاينا الجنوبية)
باجيلاند (بالإنجليزية: Pageland, South Carolina)‏ هي معلم جغرافي تقع في الولايات المتحدة في مقاطعة تشيسترفيلد (كارولاينا الجنوبية). يقدر عدد سكانها بـ 2,521 نسمة ومساحتها 11.5 كم2 وترتفع عن سطح البحر 200 متر.

## التركيبة السكانية
حدّد مكتب تعداد الولايات المتحدة بيانات التركيبة السكانية لباجيلاند في تعداد الولايات المتحدة. في ما يلي، التركيبة السكانية حسب تعدادي 2000 و2010.

### تعداد عام 2000
بلغ عدد سكان باجيلاند 2,521 نسمة بحسب تعداد عام 2000، وبلغ عدد الأسر 964 أسرة وعدد العائلات 641 عائلة مقيمة في البلدة. في حين سجلت الكثافة السكانية 222.9 نسمة لكل كيلومتر مربع (577.3/ميل2). وبلغ عدد الوحدات السكنية 1,071 وحدة بمتوسط كثافة قدره 94.7 لكل كيلومتر مربع (245.3/ميل2).
وتوزع التركيب العرقي للبلدة بنسبة 54.34% من البيض و35.82% من الأمريكيين الأفارقة و0.24% من الأمريكيين الأصليين و0.99% من الأمريكيين ذوي الأصول الآسيوية و0.04% من سكان جزر المحيط الهادئ و7.22% من الأعراق الأخرى و1.35% من عرقين مختلطين أو أكثر و8.77% من الهسبانيون أو اللاتينيون من أي عرق.
بلغ عدد الأسر 964 أسرة كانت نسبة 36.3% منها لديها أطفال تحت سن الثامنة عشر تعيش معهم، وبلغت نسبة الأزواج القاطنين مع بعضهم البعض 41.4% من أصل المجموع الكلي للأسر، ونسبة 20.2% من الأسر كان لديها معيلات من الإناث دون وجود شريك، بينما كانت نسبة 4.9% من الأسر لديها معيلون من الذكور دون وجود شريكة وكانت نسبة 33.5% من غير العائلات. تألفت نسبة 28.7% من أصل جميع الأسر من عدة أفراد يعيشون في نفس المنزل ونسبة 14.7% كانت تتألف من شخص يعيش بمفرده يبلغ من العمر 65 عاماً أو أكثر. وبلغ متوسط حجم الأسرة المعيشية 2.54، أما متوسط حجم العائلات فبلغ 3.06.
بلغ العمر الوسطي للسكان 33.8 عاماً. وكانت نسبة 25.5% من القاطنين تحت سن الثامنة عشر، وكانت نسبة 11.8% بين الثامنة عشر والرابعة والعشرين عاماً، ونسبة 27.6% كانت واقعةً في الفئة العمرية ما بين الخامسة والعشرين والرابعة والأربعين عاماً، ونسبة 18.4% كانت ما بين الخامسة والأربعين والرابعة والستين، ونسبة 14% كانت ضمن فئة الخامسة والستين عاماً فما فوق. يوجد لكل 100 أنثى 94.8 ذكر، ويوجد لكل 100 أنثى في الثامنة عشر من عمرها فما فوق 91.3 ذكر.
بلغ متوسط دخل الأسرة في البلدة 29,046 دولارًا، أما متوسط دخل العائلة فبلغ 33,214 دولارًا. وكان متوسط دخل الذكور 24,826 دولارًا مقابل 18,452 دولارًا للإناث. وسجل دخل الفرد الخاص بالبلدة 15,190 دولارًا. وكانت نسبة 21.5% من العائلات ونسبة 24.1% من السكان تحت خط الفقر، وكان من هؤلاء نسبة 36.5% تحت سن الثامنة عشر ونسبة 25.4% في الخامسة والستين من العمر وما فوق.

### تعداد عام 2010
بلغ عدد سكان باجيلاند 2,760 نسمة بحسب تعداد عام 2010، وبلغ عدد الأسر 1,053 أسرة وعدد العائلات 701 عائلة مقيمة في البلدة. في حين سجلت الكثافة السكانية 244 نسمة لكل كيلومتر مربع (632.0/ميل2). وبلغ عدد الوحدات السكنية 1,246 وحدة بمتوسط كثافة قدره 110.2 لكل كيلومتر مربع (285.4/ميل2).
وتوزع التركيب العرقي للبلدة بنسبة 52.54% من البيض و32.93% من الأمريكيين الأفارقة و0.51% من الأمريكيين الأصليين و0.65% من الأمريكيين ذوي الأصول الآسيوية و11.30% من الأعراق الأخرى و2.07% من عرقين مختلطين أو أكثر و13.95% من الهسبانيون أو اللاتينيون من أي عرق.
بلغ عدد الأسر 1,053 أسرة كانت نسبة 34.1% منها لديها أطفال تحت سن الثامنة عشر تعيش معهم، وبلغت نسبة الأزواج القاطنين مع بعضهم البعض 37.1% من أصل المجموع الكلي للأسر، ونسبة 24% من الأسر كان لديها معيلات من الإناث دون وجود شريك، بينما كانت نسبة 5.4% من الأسر لديها معيلون من الذكور دون وجود شريكة وكانت نسبة 33.4% من غير العائلات. تألفت نسبة 28% من أصل جميع الأسر من عدة أفراد يعيشون في نفس المنزل ونسبة 12.4% كانت تتألف من شخص يعيش بمفرده يبلغ من العمر 65 عاماً أو أكثر. وبلغ متوسط حجم الأسرة المعيشية 2.55، أما متوسط حجم العائلات فبلغ 3.06.
بلغ العمر الوسطي للسكان 37.1 عاماً. وكانت نسبة 23.7% من القاطنين تحت سن الثامنة عشر، وكانت نسبة 9.7% بين الثامنة عشر والرابعة والعشرين عاماً، ونسبة 26.6% كانت واقعةً في الفئة العمرية ما بين الخامسة والعشرين والرابعة والأربعين عاماً، ونسبة 25.2% كانت ما بين الخامسة والأربعين والرابعة والستين، ونسبة 14.7% كانت ضمن فئة الخامسة والستين عاماً فما فوق. وتوزع التركيب الجنسي للسكان بنسبة 49.4% ذكور و50.6% إناث.